# Esporte Clube Internacional
O Esporte Clube Internacional, também conhecido como Inter de Santa Maria é um clube brasileiro de futebol, da cidade de Santa Maria, no estado do Rio Grande do Sul. Foi fundado originalmente com as cores preto, amarelo e vermelho, trocadas posteriormente para o vermelho e branco, sendo assim muitas vezes associado ao Sport Club Internacional, clube quase homônimo originário de Porto Alegre 
. Em 2026, disputará a Série A do Gauchão.

## História

### Fundação e anos iniciais

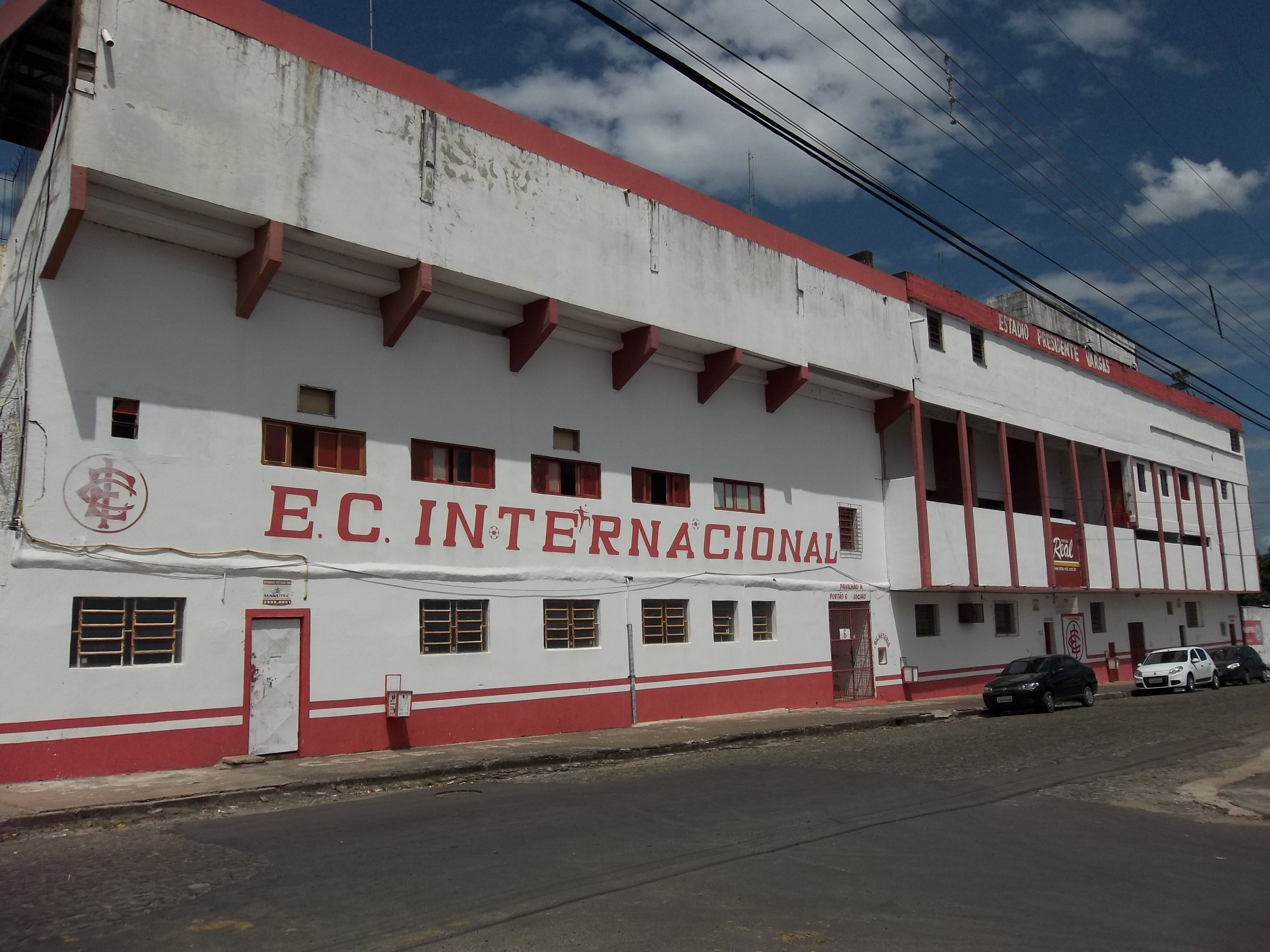
Estádio Presidente Vargas, o estádio do Internacional SM - localizado no bairro Noal.

Fundado em 16 de maio de 1928, o Esporte Clube Internacional nasceu como resultado de várias reuniões no extinto Café Guarany entre um grupo de jovens que praticavam o foot-ball. A primeira diretoria, segundo jornais da época era composta por Carlos Peixoto (Presidente Honorário), Romano Franco (Presidente Efetivo), Antonio Lozza (Vice-Presidente), Marcino Castilho (1º Secretário), José Sfredo Sobrinho (2º Secretário), Luiz Cechella (1º Tesoureiro), José B. Lozza (2º Tesoureiro), Francisco Callage (Orador), Victorino Pereira da Silva (Capitão Geral), Miguel Pereira Gomes, Raphael Voto, Cícero M. Fontoura, Olavo Castagna, Paulo Domingues, José Carlos Almeida, Pedro Mothcy, João Fernandes e Santos da Silva Gomes.
Segundo Nelson Gündel, ex-dirigente e ex-jogador, por sugestão de Érico Weber – um dos fundadores – o clube nasceu com as cores da bandeira alemã – preto, amarelo e vermelho. Com os primeiros sinais da Segunda Guerra Mundial, pressentindo problemas pelas movimentações alemãs, o próprio Érico sugeriu ao então presidente Antonio Lozza que o preto e o amarelo fossem trocados  pelo  vermelho e branco. Dessa forma, o clube assumiu as cores defendidas até hoje. Sobre o nome, Gündel diz que a opção por Internacional se deve à sugestão de Victorino Pereira da Silva, que, à época, almejava fundar um clube que superasse os ferroviários do Riograndense Futebol Clube – o mais forte da cidade até então. Como parte desta aspiração optou por um nome de maior abrangência – Internacional.
A primeira partida da história do Internacional ocorreu em 19 de agosto de 1928, derrota por 2 a 0 para o Militar Foot-Ball Club. O primeiro gol da história do clube foi marcado na partida seguinte, dia 30 de setembro de 1928, na derrota por 2 a 1 para o Gaúcho Foot-Ball Club. A primeira vitória do Internacional só ocorreu em sua terceira partida: 4 a 1 sobre o União de Jacuhy (atual cidade de Sobradinho), em 25 de novembro de 1928. O Internacional jogou com: João; Nenê e Graxa; Gomes, Monte e Asbu; Gury, Gama, Jango, Ribeiro e Tabica. Os gols do clube foram marcados por Jango (2), Monte e Ribeiro.
Na primeira partida oficial, válida pelo Torneio Início de 1930, o colorado santa-mariense venceu o 7 de Setembro por 1 a 0, no Estádio dos Eucaliptos, no dia 13 de maio daquele ano. O gol foi anotado por Tabica.
Em 1931, o Internacional conquistou o seu primeiro troféu, em uma partida amistosa contra o Brasil (vitória do Inter-SM por 5x2). Três anos mais tarde, venceu seu primeiro campeonato oficial: o Citadino de Segundos Quadros de Santa Maria.
No dia 12 de maio de 1940, o Internacional venceu pela primeira vez o seu maior rival, o Riograndense por 1x0, gol marcado por Navalha. Com a equipe principal, o primeiro título foi o Campeonato Citadino de Santa Maria de 1942. Na sequência, o clube conseguiria dois tricampeonatos de Santa Maria (1944/1945/1946 e 1949/1950/1951).

### Campeonatos Estaduais
Em 1954, o clube disputou seu primeiro Campeonato Gaúcho. Em 1971, terminou na terceira colocação da Copa Governador do Estado, competição da qual seria campeão em 1979 (vitória por 1x0 na prorrogração sobre o Estrela por 1 a 0, gol de Hélio Oliveira, no Presidente Vargas) e 1987  (também por 1x0 sobre o Novo Hamburgo, gol de Bira, no Estádio Santa Rosa).
Conquistou o Campeonato Gaúcho da Segunda Divisão em 1991, ao vencer o Ipiranga de Sarandi por 1x0, gol de Cássio, na casa do adversário.
No ano de 2002, na tentativa de se desassociar do Sport Club Internacional e criar uma identidade própria, o clube muda seu nome para Santa Maria Esporte Clube, seu escudo e suas cores para cinza e amarelo. Essa mudança ocorreu durante a disputa da série B do gauchão de 2002, sendo revertida em 2003.
No dia 29 de setembro de 2007, após sete anos participando da segunda divisão estadual, a equipe comandada por Bebeto Rosa regressou à Primeira Divisão do campeonato estadual vencendo o EC Pelotas por 2 a 1 na Baixada Melancólica com os gols de Cirilo e Alê Menezes. Acabou rebaixado na temporada de 2011.
A melhor colocação do clube na história dos estaduais da primeira divisão foi nas temporadas de 1973, 1980,[carece de fontes?] 1981 e 2008. 
Após o rebaixamento em 2011, o clube passou dramáticos 14 anos na segunda divisão estadual. Em 2017 e 2018 bateu na trave, nas semifinais, sendo eliminado para São Luiz e Pelotas, respectivamente.
Entre 2021 e 2023, mesmo com investimentos, o clube foi eliminado na fase de grupos nas três edições, com a exata mesma campanha: quatro vitórias, seis empates e quatro derrotas.
Em 2024, com o elenco mais caro da competição, e sob o comando de Daniel Franco, a equipe fez uma das melhores campanhas na fase de grupos da competição, com 27 pontos em 14 jogos. Nas quartas de final, passou pelo Veranópolis, mas, nas semifinais, perdeu o acesso, em plena Baixada, para o Pelotas.
Em 2025, após anos batendo na trave, e 14 anos consecutivos na Divisão de Acesso do Gauchão, o Alvirrubro, agora comandado por Bruno Coutinho, finalmente conquistou o tão esperado retorno à elite. A promoção veio no dia 17 de agosto, após vitória, por 1 a 0, contra o Veranópolis, na Baixada. Somada a vitória do Inter na ida, em Veranópolis, por 2 a 1, o placar agregado ficou em 3 a 1.
Em 2026, o clube irá disputar a Série A do Gauchão.

### Campeonatos Nacionais
Disputou o Campeonato Brasileiro de 1981 - Taça de Prata, sendo eliminado na primeira-fase, quando ficou em terceiro lugar no grupo F.
Participou da primeira divisão do futebol brasileiro em 1982. Ficou em último lugar no grupo I, mas conseguiu uma vitória histórica de 3x0 sobre o Vasco da Gama jogando em casa. Finalizou o campeonato no 22º lugar.
Participou novamente do Campeonato Brasileiro Série B em 1984, chegando as semi-finais do campeonato, quando foi eliminado para o Remo..
Participou da Série C na temporada de 1988, sendo eliminado na primeira fase, quando finalizou na última posição do grupo K.
Na temporada de 1997, participou novamente da série C. Após se classificar em segundo lugar no grupo 14 pela primeira fase do campeonato, foi eliminado pelo União Bandeirante na segunda fase.
Com a CBF impossibilitada de organizar o campeonato nacional em 2000, foi convidado para participar da Copa João Havelange, disputando o Módulo Branco, equivalente à terceira divisão. Acabou na última colocação do grupo D, sendo eliminado na primeira fase do campeonato.
Se classificou para a Série C na temporada de 2008 após finalizar o Campeonato Gaúcho de Futebol de 2008 em terceiro lugar. Na campanha acabou eliminado na primeira fase, após finalizar em terceiro lugar no grupo 15.

## Títulos e principais campanhas
| ESTADUAIS  | ESTADUAIS                               | ESTADUAIS | ESTADUAIS                                                                                  |
|            | Competição                              | Títulos   | Temporadas                                                                                 |
| ---------- | --------------------------------------- | --------- | ------------------------------------------------------------------------------------------ |
|            | Copa Governador do Estado               | 2         | 1979 e 1987                                                                                |
|            | Campeonato Gaúcho de Futebol - Série A2 | 2         | 1968 e 1991.                                                                               |
|            | Campeonato do Interior                  | 1         | 1981                                                                                       |
| MUNICIPAIS |                                         |           |                                                                                            |
|            | Competição                              | Títulos   | Temporadas                                                                                 |
|            | Campeonato Citadino de Santa Maria      | 15        | 1942, 1944, 1945, 1946, 1949, 1950, 1951, 1962, 1965, 1966, 1967, 1968, 1969, 1970 e 1974. |

#### Títulos de seletivas
| TORNEIOS ESTADUAIS | TORNEIOS ESTADUAIS                        | TORNEIOS ESTADUAIS | TORNEIOS ESTADUAIS |
|                    | Competição                                | Títulos            | Temporadas         |
| Rio Grande do Sul  | Campeão Octognal Gauchão                  | 1                  | 1988               |
| Rio Grande do Sul  | Campeão Estadual para a seletiva Taça CBF | 1                  | 1984               |
| Rio Grande do Sul  | Campeão Torneio Quadrangular              | 1                  | 1968               |
| Rio Grande do Sul  | Campeão Regional                          | 2                  | 185, 1966          |
| ------------------ | ----------------------------------------- | ------------------ | ------------------ |

### Campanhas destacadas
- 3º lugar Campeonato Brasileiro de Futebol - Série B: 1984.
- 3º lugar Campeonato Gaúcho: 1973, 1980, 1981, 2008.

#### Torneios estaduais
- Vice-campeão Taça RBS: 1988
- Vice-campeão Copa Estado do RS: 1982
- Vice-campeão Copa ACEG: 1986
- Vice-campeão Torneio Incentivo: 1981

### Últimas dez temporadas
*2020: Competição cancelada na terceira rodada, devido a Pandemia de COVID-19
**2023: Punido com a perda de três pontos no TJD
***2025: Competição em andamento
Legenda:
| Promovido ao Campeonato Gaúcho |